# Kasteel Groot Buggenum

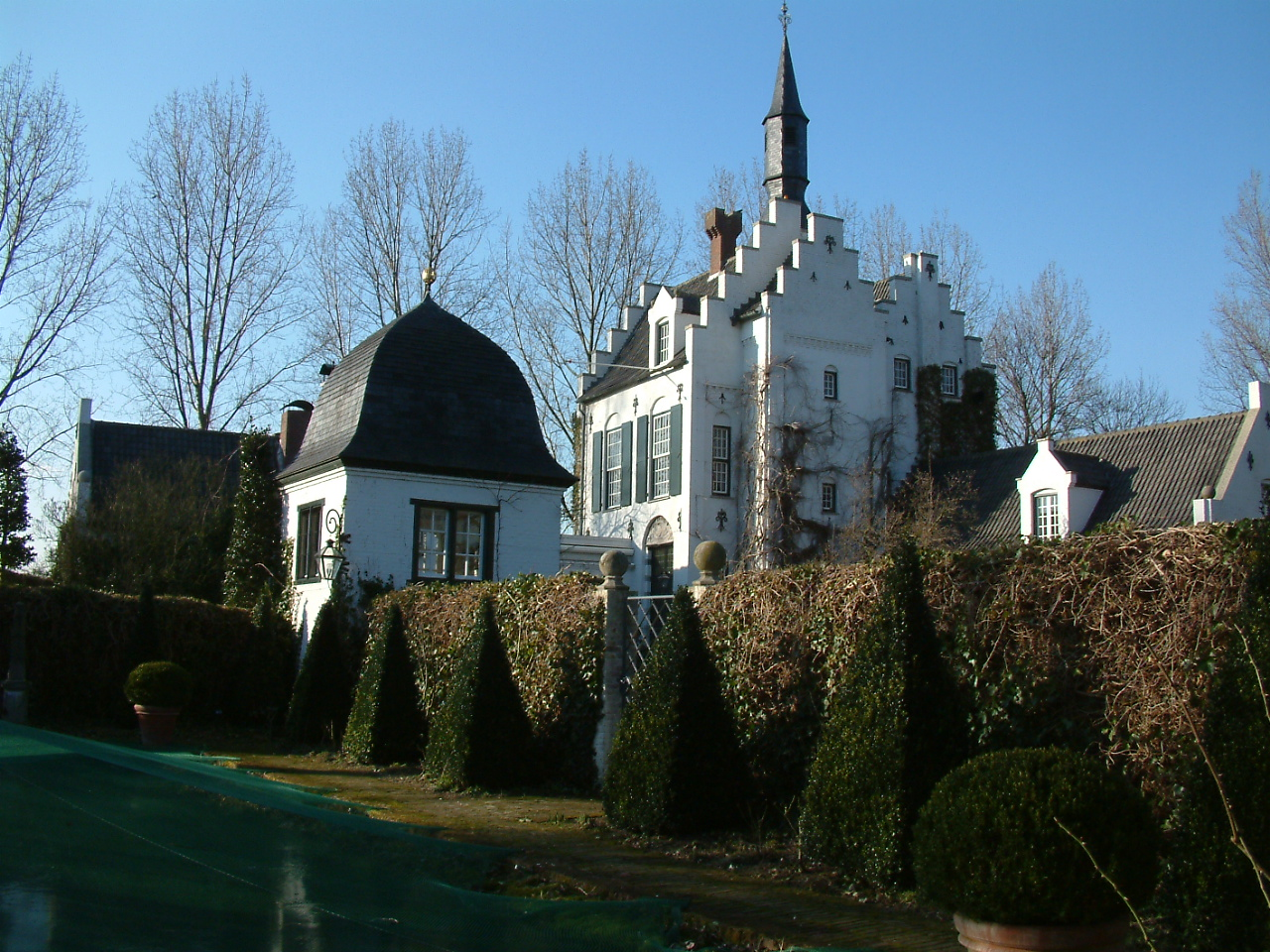
Kasteel Groot Buggenum in Grathem

Kasteel Groot Buggenum, ook wel Kasteel Oud Buggenum genoemd, is gelegen aan de Loorderstraat even buiten het Nederlandse dorp Grathem (Midden-Limburg), dat sinds 2007 deel uitmaakt van de fusiegemeente Leudal.

## Beschrijving van het kasteel
Het huidige kasteel is gebouwd op een omgracht terrein op de plaats waar een middeleeuwse voorganger de "Meersen" stond. Bij de herbouw in de 16e eeuw zijn de fundamenten van de vierkante toren van deze voorganger in de huidige toren opgenomen. Rond deze toren is een aantal bijgebouwen opgetrokken, waarvan enkele met trapgevels. De torenspits is met leien gedekt. Opvallend zijn de vensters met roedenverdeling, de vele hardstenen decoraties en de ovale vormen boven de vensters. Het gehele kasteel is voorzien van witgekalkte muren en heeft het uiterlijk van een neogotisch jachtslot. Inwendig heeft het kasteel een aantal ruimten met betegeling waarop oogst- en jachtscènes zijn weergegeven. Rondom het kasteel bevindt zich binnen een stenen ommuring een sprookjesachtige tuin met tuinkamers, fonteinen en waterpartijen. De tuinen zijn ontworpen door de fameuze tuinarchitect Roland Weber uit Duitsland.

## Geschiedenis en bewoners
Het kasteel werd voor het eerst vermeld in 1419 en is eeuwenlang in het bezit geweest van adellijke families. De oudst bekende eigenaar was omstreeks 1400 Johan de Wilde van Mersen. In die tijd werd het kasteel dan ook naar deze familie van Mersen genoemd. In 1632 werd het kasteel met alle aanhorigheden, waaronder een pachthoeve, een watermolen en alle landerijen behorende bij het kasteel, door het huwelijk van Josina de Wilde van Meersen met jonkheer Philip Wynand van Kerckum, heer van Merdeaux en Meerwyck, overgedragen aan de familie van Kerckem. In 1769, kwam het kasteel door overerving, in het bezit van graaf Jean Guillaume de Borchgrave d’Altena. In de Franse Tijd werd het kasteel door soldaten van Napoleon gebruikt als hun onderkomen, waardoor het kasteel verwaarloosd werd en een aftakeling begon. In 1793 staken deze soldaten het kasteel in brand waardoor het grotendeels in de vlammenzee verloren ging. Inmiddels kwam het restant van het kasteel, wederom door overerving in het bezit van graaf Theodore de Geloes van Elsloo. Hij verkocht het vervallen slot in 1880 aan Willem Verbruggen, een koopman uit Luik, geboren in Grathem. Deze liet de restanten van het kasteel afbreken en bouwde op de fundamenten ervan in 1889 het huidige jachtslot, geheel in de Maaslandse renaissancestijl.

## Moderne Tijd
Nadat het in de Tweede Wereldoorlog ernstig werd beschadigd, verviel het kasteel meer en meer. In 1971 werd de ruïne gekocht door professor Helmut Hentrich, architect uit Düsseldorf. Hij restaureerde het kasteel naar eigen inzichten met oude bouwmaterialen en richtte het in met kunstvoorwerpen uit alle kunstrichtingen. Hentrich heeft het kasteel later geschonken aan de Provincie Limburg. Het kasteel is momenteel in gebruik als trouw-, vergader- en uitvaartlocatie.